# Hakea archaeoides
Espèce
Classification phylogénétique
Hakea archaeoides est une plante buissonnante du genre Hakea originaire des zones forestières des régions côtières du nord de la Nouvelle-Galles du Sud.
Adulte, la plante atteint jusqu'à 7 mètres de hauteur et 4 mètres de diamètre. Elle a des fleurs rouges et jaune-verdâtre pendantes disposées en grappes axillaires et qui apparaissent du printemps au début de l'été. Le fruit est une capsule ligneuse d'environ 2 à 3 cm de long. Les feuilles font jusqu'à 25 cm de long et 1 à 3 cm de large.

## Source
- (en) Cet article est partiellement ou en totalité issu de l’article de Wikipédia en anglais intitulé « Hakea archaeoides » (voir la liste des auteurs).